# جيف وول (رسام)
جيف وول هو فنان ورسام ومصور كندي، ولد في 29 سبتمبر 1946 في فانكوفر في كندا.

## وصلات خارجية
- جيف وول على موقع مونزينجر (الألمانية)